# Tandridge
Tandridge – wieś i civil parish w Anglii, w Surrey, w dystrykcie Tandridge. W 2011 roku civil parish liczyła 663 mieszkańców. W 2011 roku dystrykt liczył 82 998 mieszkańców. Tandridge jest wspomniana w Domesday Book (1086) jako Tenrige.